# Ospedale San Giovanni Bosco
L'ospedale San Giovanni Bosco fa parte dei servizi ospedalieri gestiti dalla ex-ASL TO2, ora ASL "Città di Torino".
L'ospedale San Giovanni Bosco è il più grande ospedale della zona nord di Torino, nato su un progetto approvato nel 1955 dal Consiglio comunale della città ed inaugurato nel 1961.
L'ospedale è uno dei cinque ospedali generali di riferimento per l'area metropolitana di Torino e, come tale, sede di DEA - Dipartimento di emergenza ed accettazione (pronto soccorso).
In seguito alla rimodulazione della rete emergenza-urgenza prevista dalla Regione Piemonte l’ospedale è stato identificato come ospedale principale (HUB) dell’area nord della città di Torino e per gli abitanti delle aree confinanti e sede di DEA di II° Livello e riferimento per l’assistenza di maggior complessità.

## Struttura
Le strutture attualmente presenti all’interno dell’ospedale sono : 
- Anatomia patologica[2]
- Anestesia e rianimazione[3]
- Cardiologia[4]
- Chirurgia generale[5]
- Chirurgia toracica[6]
- Chirurgia vascolare[7]
- Chirurgia maxillo-facciale[8]
- DH – DS multidisciplinare e centralizzato[9]
- Ematologia[10]
- Gastroenterologia[11]
- Laboratorio Analisi[12]
- Medicina e Chirurgia d’accettazione e urgenza[13]
- Medicina interna per intensità di cura[14]
- Nefrologia e dialisi[15]
- Neurochirurgia[16]
- Neurologia[17]
- Neuroradiologia[18]
- Oncologia[19]
- Ortopedia e traumatologia[20]
- Otorinolaringoiatria  e chirurgia del distretto cervico-facciale.[8]
- Pneumologia ambulatoriale[21]
- Radiologia[22]
- Recupero e rieducazione funzionale[23]
- Urologia[24]